# Glagoli
Glagol je promjenjiva vrsta riječi kojom se izriče radnja, stanje ili zbivanje.
Primjeri:
Ja radim, plivam, čitam, pišem – radnja
Kiša pada. Država napreduje. – stanje
Cvjeta. Kiši. Sviće. – zbivanje

## U hrvatskom jeziku
Glagoli se u hrvatskom mijenjaju po vremenima, licima i načinima. Postoje i pomoćni glagoli (nepravilni glagoli), pomoću kojih se tvore složena glagolska vremena: to su glagoli biti i htjeti, koji su među najčešćim riječima u jeziku. A vrlo čest je i glagol trebati, posebno u novinskom stilu.

## Gramatičke kategorije glagola
U hrvatskome standardnom jeziku glagoli imaju sedam kategorija: aspekta, lica, broja, stanja, prijelaznosti, vremena i načina.

### Glagolski vid (aspekt)
U hrvatskome se standardnom jeziku glagoli prema vidu dijele na svršene, nesvršene i dvovidne. Nesvršeni glagoli mogu odgovoriti na pitanje Što sada radim? (npr. Pišem članak na Wikipediji.), a svršeni glagoli mogu se umetnuti u rečenicu tipa Kad _____, bit ću. (npr. Kad napišem novi članak na Wikipediji, bit ću sretan.). Dvovidni glagoli mogu se koristiti u oba slučaja te mogu kazivati i nesvršenost i svršenost kakve radnje. (npr. Korjenujem broj devet. - nesvršenost dvovidnog glagola korjenovati, Kada korjenujem broj devet, dobit ću tri. - svršenost dvovidnog glagola korjenovati.)

### Kategorija lica i broja
Većina glagola dolazi u 1., 2., 3. licu jednine (singulara) i 1., 2., 3. licu množine (plurala). Prvo lice označava govornika, drugo sugovornika i treće negovornika. Neki glagoli stanja i zbivanja mogu doći u samo 3. licu jednine, stoga se nazivaju bezlični glagoli, a to su, naprimjer, glagoli kišiti (Kiši.), sniježiti (Sniježi.) i sl.

### Kategorija stanja
Ovom se kategorijom izriče odnos između subjekta u rečenici i glagolske radnje. S obzirom na to vrši li subjekt radnju ili je pak trpi, razlikujemo dva glagolska stanja: radno (aktiv) i trpno (pasiv).
Primjer aktiva: Ruđer Bošković počeo je 1735. proučavati Newtonova djela. U toj rečenici subjekt (Ruđer Bošković) vrši radnju.
Primjer pasiva: Moj je bicikl ukraden. U ovome primjeru subjekt ne vrši radnju, već je trpi. Pasiv se također može tvoriti i povratnom česticom se uz aktivni oblik glagola, ali samo u trećemu licu. Naprimjer: Gradi se nova zgrada., Čita se knjiga. i sl.

### Kategorija prijelaznosti
Ovom se kategorijom izriče odnos objekta i glagola te se njome iskazuje prelazi li radnja na objekt ili ne. Glagoli se s obzirom na ovu kategoriju dijele na prijelazne, neprijelazne i povratne. Prijelazni glagoli upućuju na direktni, tj. izravni objekt (dakle, u akuzativu bez prijedloga). Naprimjer, glagol jesti može imati izravni objekt u akuzativu bez prijedloga (Jedem jabuku.). Ostali su glagoli neprijelazni. 

#### Povratni glagoli
Posebnu skupinu glagola čine i povratni glagoli. Najlakše ih je prepoznati po tome što uza se imaju riječ se (čuvati se, bojati se, brinuti se, veseliti se...)
Oni se dijele na prave povratne, neprave povratne i uzajamnopovratne glagole. Kod pravih povratnih glagola riječ se može se zamijeniti oblikom sebe te je se zapravo skraćeni oblik povratne zamjenice sebe (Vidim se.). Kod  nepravih povratnih glagola riječ se ne može se zamijeniti oblikom sebe te je ona čestica (Veselim se.). Kod uzajamnopovratnih glagola radnju u kojoj sudjeluju najmanje dva subjekta (hrvati se, grudati se, natjecati se).

### Kategorija vremena
prošlost
- pluskvamperfekt
- aorist
- perfekt
- imperfekt

sadašnjost
- prezent

budućnost
- futur prvi
- futur drugi (egzaktni)

### Kategorija načina
- imperativ
- kondicional sadašnji (prvi)
- kondicional prošli (drugi)
- optativ

## Oblici glagola
Svaki glagol ima više oblika.
Jedni su različiti oblici koji se koriste samostalno i sami imaju službu glagola:
- prezent – u jednini i množini, po licima
- aorist – u jednini i množini, po licima
- imperfekt – u jednini i množini, po licima

Od glagola se izvode i pridjevi i prilozi:
- Glagolski pridjev radni
- Glagolski pridjev trpni
- Glagolski prilog sadašnji
- Glagolski prilog prošli

Posebno stoji infinitiv.
Svi oblici glagola se u standardnom hrvatskom jeziku tvore dodavanjem nastavaka na jednu od dvije osnove:
- prezenske osnove (od nje se tvore: prezent, glagolski prilog sadašnji)
- infinitivne osnove (od nje: infinitiv, glagolski pridjev radni, aorist, imperfekt)

Po načinu tvorbe, glagole dijelimo na pravilne i nepravilne.

#### Pravilni glagoli
Za pravilne glagole postoji nekoliko vrsta nastavaka. Npr. učiti u prezentu ima nastavke -im, iš (uč-im, uč-iš...), dok glagol spavati nastavke -am, -aš (spav-am, spav-aš...). Isto tako, postoje i različiti nastavci za infinitiv i glagolski pridjev radni.
Glagoli se dijele u vrste i razrede po tome koje nastavke koriste.
Postoje sljedeće vrste prezentskih nastavaka:
- s -e- (per-em, per-eš,..., per-u)
- s -a- (kuh-am, kuh-aš,..., kuh-aju)
- s -i- (misl-im, misl-iš...,  misl-e)
- s -ne- (dig-nem, dig-neš..., dig-nu)
- s -ije- (sm-ijem, sm-iješ..., sm-iju)
- s -uje- (kup-ujem, kup-uješ, kup-uju)

Često se u literaturi navode nastavci na -ne-, -uje- i -e- zajedno.
Postoje sljedeće vrste nastavaka za infinitiv i glagolski pridjev radni:
- bez umetka (-0-) (pra-ti, pra-o, pra-la...; tres-ti, tres-ao, tres-la...)
- s umetnutim -a- (kuh-a-ti, kuh-a-o, kuh-a-la...)
- s umetnutim -i- (misl-i-ti, misl-i-o, misl-i-la...)
- s umetnutim -nu- (dig-nu-ti, dig-nu-o, dig-nu-la...)
- s umetnutim -je- (sm-je-ti, sm-i-o, sm-je-la...)
- s umetnutim -ova-, -eva-, -iva- (kup-ova-ti, kup-ova-o, kup-ova-la...)

Postoji paralelizam između jednih i drugih nastavaka, međutim mnogi glagoli pripadaju u miješane razrede, npr. pis-ati ima prezent piš-em. Sljedeća tablica sumira različite mogućnosti uz tradicionalne oznake vrsta (rimskim brojevima) i razreda (arapskim brojevima uz broj vrste):
| infinitivni nastavci | prezentski nastavci        | prezentski nastavci              | prezentski nastavci  | prezentski nastavci    | prezentski nastavci   | prezentski nastavci     |
| infinitivni nastavci | -e-                        | -ne-                             | -a-                  | -i-                    | -ije-                 | -uje-                   |
| -------------------- | -------------------------- | -------------------------------- | -------------------- | ---------------------- | --------------------- | ----------------------- |
| -0-                  | pi-ti, pij-em I.1-I.7, V.3 | sres-ti, sret-nem I.1 (izuzetak) |                      |                        |                       |                         |
| -nu-                 |                            | dig-nu-ti, dig-nem II            |                      |                        |                       |                         |
| -a-                  | pis-a-ti, piš-em V.2       |                                  | pit-a-ti, pit-am V.1 | drž-ati, drž-im III.2  |                       |                         |
| -i-                  |                            |                                  |                      | misl-i-ti, misl-im IV  |                       |                         |
| -je-                 |                            |                                  |                      | žel-jeti, žel-im III.2 | um-je-ti, um-ijem I.7 |                         |
| -ova-, -iva-, -eva-  |                            |                                  |                      |                        |                       | kup-ova-ti, kup-ujem VI |

U skupini s infinitivom bez proširenja postoje mnoge osobitosti, koje ovise o obliku prezentske osnove, iz koje se izvodi infinitivna:
- osnove na suglasnik (ču-ti, čuj-em) su najpravilnije (razred I.7)
- osnove na -s su pravilne (tres-ti, tres-ao, tres-la) (razred I.2)
- kod osnove na -t ili -d dolazi do glasovnih promjena (plet-ti > ples-ti, ple-o, ple-la) (razred I.1)
- osnove na -b kojima se umeće s ispred -ti (greps-ti, greb-ao, greb-la) (razred I.3)
- osnove koje u prezentu imaju č, ž, š koji su nastali palatalizacijom k, g, h (pek-em > pečem; pek-ti > peći, pek-ao, pek-la) (razred I.4)
- osnove na suglasnik + m ili n, gdje m ili n prelazi u e (otm-ti > ote-ti, ote-o, ote-la) (razred I.5)
- osnove oblika suglasnik + er, el, ov i sl. gdje dolazi do premetanja (per-ti > pra-ti, pra-o, pra-la) (razred V.3, zbog -a- prije -ti- u infinitivu)

#### Nepravilni glagoli
Određeni glagoli nemaju promjenu po gornjim pravilima, a često nemaju ni sve oblike. To su biti i htjeti, za koje vidi pomoćne glagole, kao i sljedeći glagoli i njihove izvedenice:
- ići, prezent idem, ideš..., glag. pridjev radni išao, išla
- moći, prezent mogu, možeš,..., glag. pridjev radni mogao, mogla
- spati, prezent spim, spiš, glag. pridjev radni spio, spila